# 羅西音樂
羅西音樂（英語：Roxy Music）是於1970年由主唱兼主詞曲作家的布萊恩·費瑞和貝斯手格拉罕·辛普森成立的英國搖滾樂團。除費瑞外，其他長期在團成員有菲爾·曼贊涅拉（吉他）、安迪·麥凱（薩克斯風和雙簧管）和保羅·湯普森（爵士鼓和打擊樂器），其他前成員包括布萊恩·伊諾（合成器和「治療」）、艾迪·賈布森（合成器和小提琴）和約翰·古斯塔夫森（電貝斯）。儘管在1976年和1983年的樂團活動中休息了一段時間，他們在2001年重新舉辦了一場巡迴演唱會，並在2011年的解散之間間歇性地演出。費瑞經常邀請羅西音樂的成員以錄音室樂手身分參與錄製他的個人作品。
羅西音樂在1970年代風行於歐洲和澳洲，這一成功始於他們1972年的首張專輯《Roxy Music》。樂團開創了華麗搖滾更多複雜的音樂元素，同時顯著影響早期的英國龐克音樂，並為新浪潮音樂提供了電子作曲的典範。樂團還以時裝來區分凸顯他們的視覺和音樂成熟度。費瑞和共同創始成員伊諾都有著具影響力的個人生涯，後者更成為20世紀末英國最重要的唱片製作人之一。《滾石雜誌》將羅西音樂列在其「永垂不朽 - 有史以來100位最偉大的藝人」（The Immortals – 100 The Greatest Artists of All Time）榜單的第98名，雖然樂團並未列入2011年的更新榜單中。
樂團的最後一張錄音室專輯《Avalon》（1982年）在美國獲得白金銷售認證。2005年，樂團開始錄製一張新的錄音室專輯，這本來是他們的第九張專輯，並且將成為他們自1973年布萊恩·伊諾退出以來的與伊諾一同錄製的第一張唱片，他也為其創作了兩首歌並彈奏鍵盤。然而，布萊恩·費瑞最終確認這些新錄製的歌曲將作為他個人專輯發行，同時他也認為他們將不再以羅西音樂之名錄製作品。最終此專輯成為了費瑞2010年的個人專輯《Olympia》，參與錄製的前隊友有包括伊諾、曼贊涅拉和麥凱。
羅西音樂在2011年進行了一連串創團40周年紀念演出，在此之後又再次變得不活躍。2019年，羅西音樂入選搖滾名人堂。

## 成員
最後陣容
- 布萊恩·費瑞（Bryan Ferry） – 主唱、鍵盤 (1970–1983、2001–2011)
- 安迪·麥凱（Andy Mackay） – 薩克斯風、雙簧管 (1970–1983、2001–2011)
- 保羅·湯普森（英语：Paul Thompson (musician)）（Paul Thompson） – 爵士鼓 (1970–1980、2001–2011)
- 菲爾·曼贊涅拉（Phil Manzanera） – 主音吉他 (1972–1983、2001–2011)

前成員
- 布萊恩·伊諾（Brian Eno） – 合成器、「治療」 (1970–1973)
- 格拉罕·辛普森（英语：Graham Simpson (musician)）（Graham Simpson） – 貝斯 (1970–1972；2012年去世)
- 大衛·歐里斯特（David O'List） – 主音吉他 (1970–1972)
- 羅傑·邦恩（Roger Bunn） – 吉他 (1971)
- 德克斯特·洛依德（Dexter Lloyd） – 爵士鼓 (1971)
- 里克·肯頓（Rik Kenton） – 貝斯 (1972)
- 約翰·波特（John Porter） – 貝斯 (1972)
- 約翰·古斯塔夫森（英语：John Gustafson (musician)）（John Gustafson） – 貝斯 (1973–1975；2014年去世)
- 艾迪·賈布森（Eddie Jobson） – 合成器、小提琴 (1973–1976)
- 蓋瑞·提布斯（Gary Tibbs） – 貝斯 (1979-1980)
- 戴夫·史金納（Dave Skinner） – 鍵盤 (1979-1983)
- 保羅·卡拉克（Paul Carrack） – 鍵盤 (1979-1982)
- 艾倫·史潘納（Alan Spenner） – 貝斯 (1979-1983；1991年去世)
- 尼爾·哈伯德（Neil Hubbard） – 吉他 (1980-1983)
- 安迪·紐馬克（Andy Newmark） – 爵士鼓 (1980-1983)

現場演出成員
- 薩爾·梅達（Sal Maida） – 貝斯 (1973–1974)
- 約翰·韋頓（John Wetton） – 貝斯 (1974–1975，也出現在單曲B面歌曲〈Your Application's Failed〉中；2017年去世)
- 瑞克·威爾斯（Rick Wills） – 貝斯 (1975–1976)

## 作品列表
錄音室專輯
- 《Roxy Music（英语：Roxy Music (album)）》（1972年6月16日）
- 《For Your Pleasure（英语：For Your Pleasure）》（1973年3月23日）
- 《Stranded（英语：Stranded (album)）》（1973年11月1日）
- 《Country Life（英语：Country Life (Roxy Music album)）》（1974年11月15日）
- 《Siren（英语：Siren (Roxy Music album)）》（1975年10月24日）
- 《Manifesto（英语：Manifesto (Roxy Music album)）》（1979年3月16日）
- 《Flesh + Blood（英语：Flesh and Blood (Roxy Music album)）》（1980年5月23日）
- 《Avalon（英语：Avalon (Roxy Music album)）》（1982年5月）